# Ключ 111
Ключ 111 (трад. и упр. 矢) — ключ Канси со значением «стрела»; один из 23, состоящих из пяти штрихов.
В словаре Канси есть 64 символов (из 49 030), которые можно найти c этим радикалом.

## История
Древняя идеограмма изображала стрелу, приготовленную для выпуска из лука.
В современном языке иероглиф используется в значениях: «стрела, вектор», «клясться, присягать». В переносном смысле иероглиф имеет значения: «испражнения, экскременты, кал».
В качестве ключевого знака иероглиф используется редко.
- Вид в Цзиньвэнь
- Вид в Цзягувэнь
- Вид в большой печати Чжуаньшу
- Вид в малой печати Чжуаньшу

В словарях находится под номером 111.

## Примеры иероглифов
| Доп. штрихи | Иероглифы         |
| ----------- | ----------------- |
| 0           | 矢                |
| 2           | 矣                |
| 3           | 矤 知             |
| 4           | 矦 矧 矨          |
| 5           | 矩 䂏 䂐          |
| 6           | 矪 𥏋 𥏌 𥏍 䂑 䂒 |
| 7           | 矬 短 䂓          |
| 8           | 矮 䂔             |
| 9           | 𥏪 䂕             |
| 11          | 𥏿                |
| 12          | 矯 矰 𥐆          |
| 13          | 𥐋 𥐇 𥐈 𥐉       |
| 14          | 矱 𥐍 𥐏          |
| 15          | 矲                |
| 17          | 𥐒                |
| 18          | 𥐐 𥐔             |

- Примечание: Ваш браузер может отображать иероглифы неправильно.